# 科布洛
49°26′20″N 23°6′25″E / 49.43889°N 23.10694°E
科布洛（烏克蘭語：Кобло），是烏克蘭西部的村莊，隸屬利維夫州的桑比爾區。該村處於克列緬卡河畔，面積1.1平方公里，海拔高度334米，2001年人口490。